# 富山北大橋
富山北大橋（とやまきたおおはし）は、富山県富山市の一級河川神通川に架かる富山県道208号小竹諏訪川原線の桁橋。

## 概要
当橋の開通により、上流側の神通大橋の朝夕の混雑が緩和された。都市計画道路綾田北代線の橋として富山県により1981年度（昭和56年度）より建設され、1987年（昭和62年）11月に工事着手、1992年（平成4年）9月28日に上流側の橋を暫定2車線で供用されたが、2000年とやま国体の連絡を容易にするため、1995年（平成7年）より4車線化工事が実施され、1999年（平成11年）11月25日に竣工した。4車線化を含めた建設費用は78億7千万円である。

## 橋データ
- 左岸 - 富山県富山市駒見・石坂
- 右岸 - 富山県富山市牛島本町2丁目
- 形式 - 鋼3径間および4径間連続箱桁橋
- 活荷重 - TL-20（1期橋）、B活荷重（2期橋）
- 橋長 - 451.9 m[4]
  - 支間割 - ( 3×64.2 m ) + ( 4×64.2 m )
- 幅員
  - 有効幅員 - 2×9.500 m
  - 車道 - 2×7.250 m
  - 歩道 - 両側2.250 m[注釈 1]
- 床版 - 鉄筋コンクリート
- 総鋼重 - 1,589 t（1期橋）、1,919 t（2期橋）
- 架設工法 - トラッククレーン・ベント工法
- 施工 - 川田工業・佐藤工業